# Federico Faggin
Federico Faggin (ur. 1 grudnia 1941 w Vicenzy) – amerykański fizyk pochodzenia włoskiego, specjalista inżynierii elektrycznej, uważany za jednego z twórców mikroprocesora.

## Życiorys
Jeszcze we Włoszech zdobył stopień doktorski na Uniwersytecie w Padwie, potem pracował dla firmy Olivetti, w której w 1961 współtworzył mały komputer. W 1968 przeniósł się do Palo Alto w Kalifornii, gdzie zatrudnił się w Fairchild Semiconductor i opracował technologię MOS Silicon Gate Technology (SGT) i zrealizował pierwszy układ scalony na świecie wykorzystujący SGT z „self-aligned gate”: Fairchild 3708.
W 1970 przeszedł do Intela, gdzie wspólnie z trzema innymi inżynierami (Marcianem Hoffem, Stanleyem Mazorem i Masatoshim Shimą) opracował pierwszy 4-bitowy mikroprocesor, Intel 4004. Prace nad 4004 były częścią projektu budowy kalkulatora na zlecenie japońskiej firmy Busicom. Faggin współtworzył tam również pierwszy procesor 8-bitowy, Intel 8008.
Faggin opuścił Intela aby założyć firmę Zilog, producenta Z80. W 1986 był współzałożycielem Synaptics. W 1988 otrzymał nagrodę International Marconi Fellowship Award za swój wkład w powstanie mikroprocesora, w tym samym roku otrzymał też od włoskiego premiera złoty medal za zasługi w dziedzinie nauki i techniki. W 1994 r. otrzymał nagrodę IEEE W. Wallace McDowell Award. W 1997 otrzymał nagrodę Nagrodę Kioto, wspólnie z Marcianem Hoffem, Stanleyem Mazorem i Masatoshim Shimą.
11 lipca 2002 powrócił do firmy Zilog jako członek rady nadzorczej.